# Langenstraße 23 (Stralsund)
Das Haus Langenstraße 23 in Stralsund ist ein denkmalgeschütztes Bauwerk in der Langenstraße.

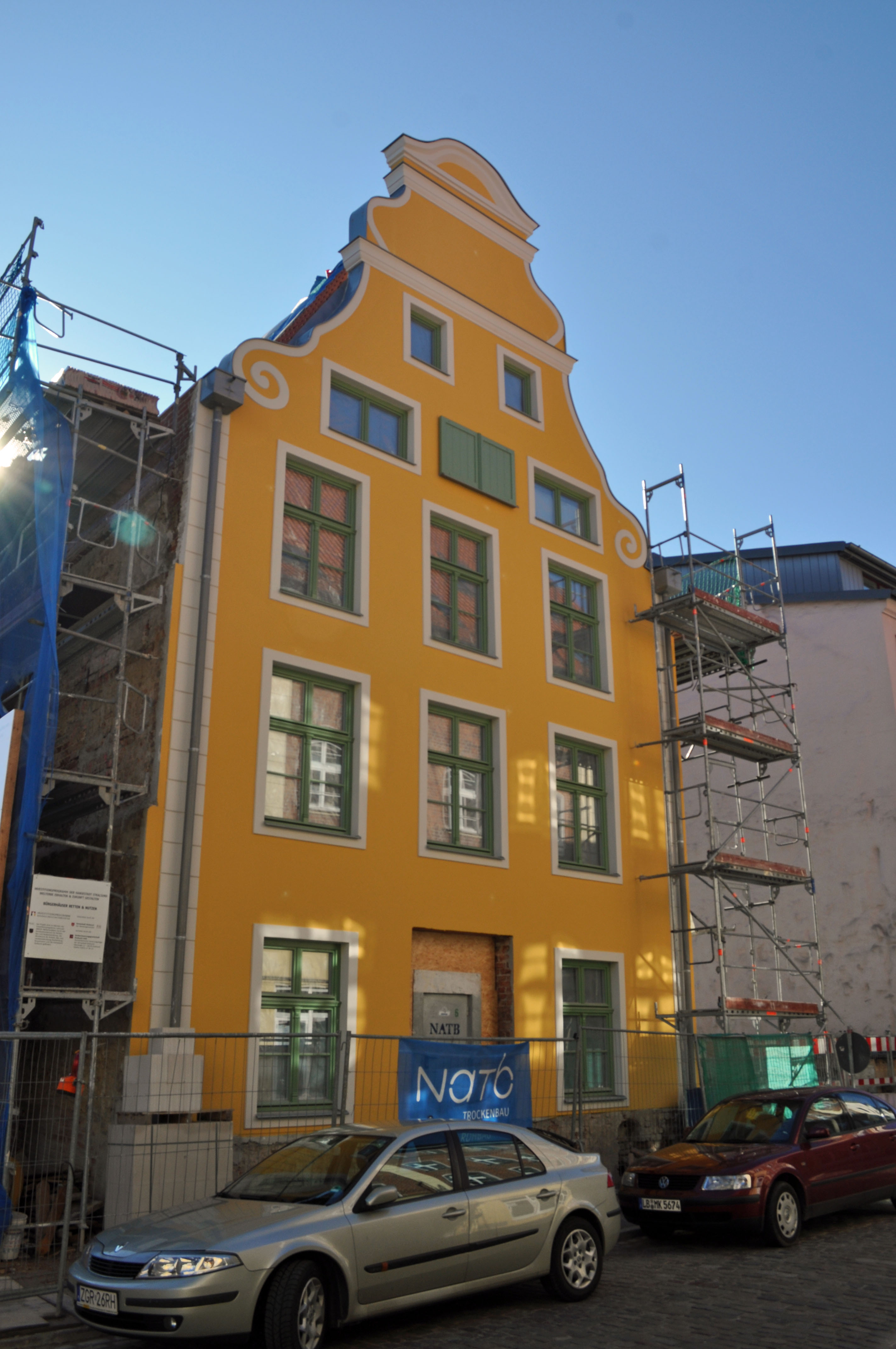
Haus Langenstraße 23 in Stralsund (2012)

Das dreigeschossig ausgeführte Giebelhaus wurde Anfang des 18. Jahrhunderts errichtet, wobei der Kern älter ist. Es trägt einen Volutengiebel mit geschweiftem Aufsatz.
Das Haus im Kerngebiet des von der UNESCO als Weltkulturerbe anerkannten Stadtgebietes des Kulturgutes „Historische Altstädte Stralsund und Wismar“ ist in die Liste der Baudenkmale in Stralsund eingetragen.